# Jankov Most

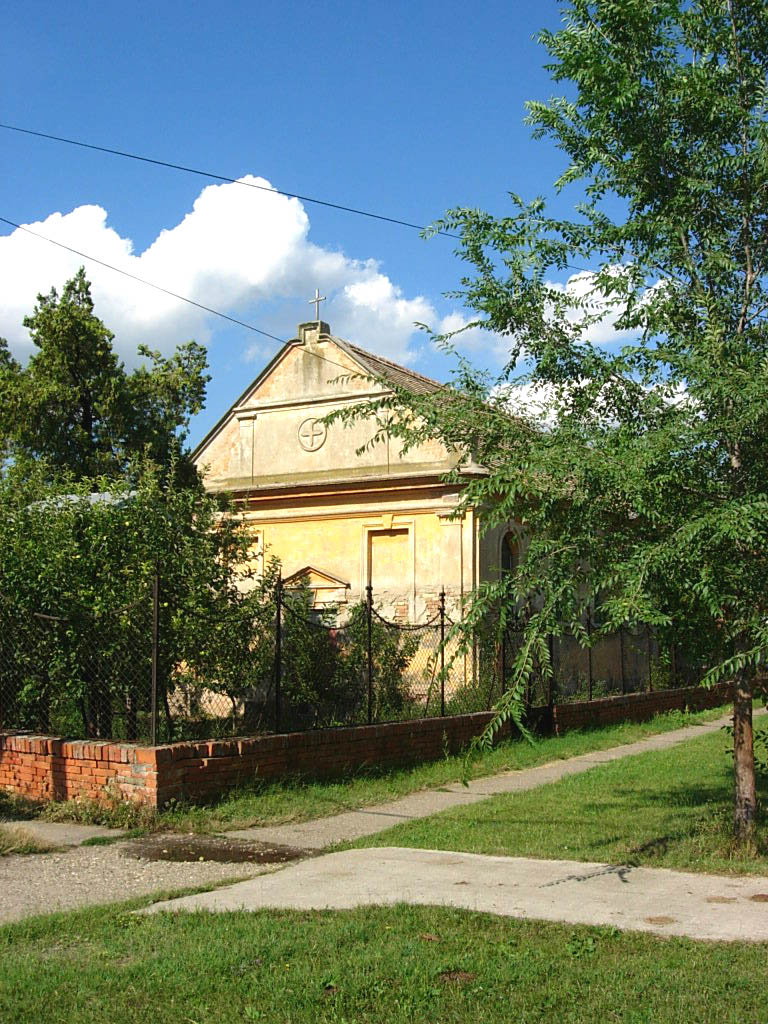
L'église uniate de Jankov Most

Jankov Most (en serbe cyrillique : Јанков Мост ; en roumain : Iancăid) est un village de Serbie situé dans la province autonome de Voïvodine, sur le territoire de la Ville de Zrenjanin, dans le district du Banat central. Lors du recensement de 2011, il comptait 506 habitants." 

## Démographie

### Évolution historique de la population
| 1948  | 1953  | 1961  | 1971 | 1981 | 1991 | 2002 | 2011 |
| ----- | ----- | ----- | ---- | ---- | ---- | ---- | ---- |
| 1 070 | 1 101 | 1 057 | 977  | 841  | 752  | 636  | 506  |

|  |